# Fedák Sári-díj

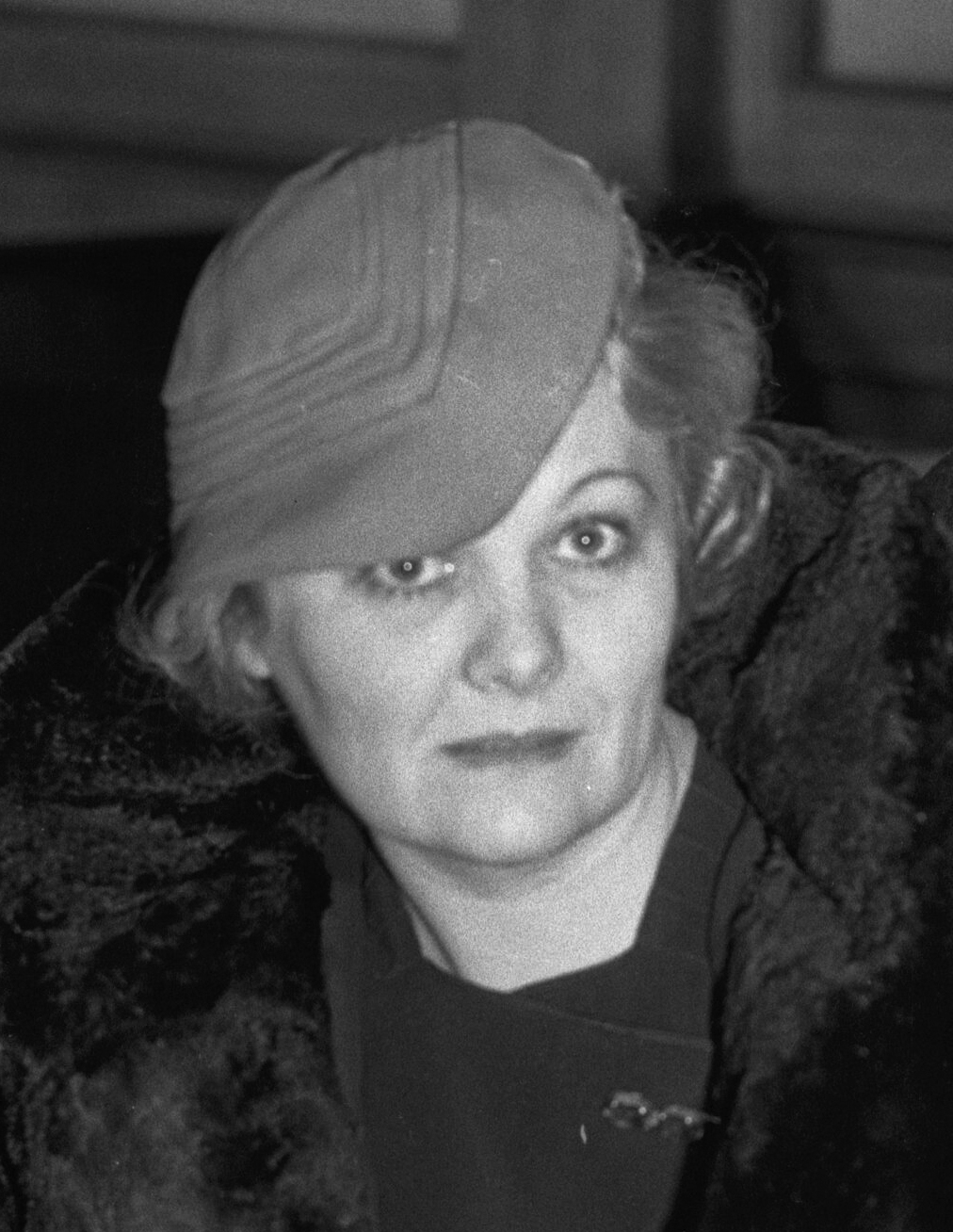
Fedák Sári 1935-ben

A Fedák Sári-díjat 2021-ben Szűcs Nelli, Jászai Mari-díjas magyar színművésznő, érdemes és kiváló művész kezdeményezésére hozták létre azzal a céllall, hogy szerte a Kárpát-medencében hirdessék vele Fedák Sári hagyatékát. Az elismerést a Kárpát-medence magyar ajkú színészei kaphatják, olyan művészek, akik legalább 15 éve ugyanannál a színháznál tevékenykednek, bizonyítva hűségüket a közösség iránt.

## Díjazottak
- 2023 – Varga Zsuzsa, Bakota Árpád[2]
- 2022 – Pregitzer Fruzsina[3]
- 2021 – Bogdán Zsolt, Vass Magdolna[4]